# Rougemont (Vaud)
Pour les articles homonymes, voir Rougemont.
Rougemont est une commune suisse du canton de Vaud, située dans le district de la Riviera-Pays-d'Enhaut. 

## Géographie

### Situation
Le territoire de Rougemont s'étend sur 48,53 km2. Lors du relevé de 2013-2018, les surfaces d'habitations et d'infrastructures représentaient 2,9 % de sa superficie, les surfaces agricoles 47,6 %, les surfaces boisées 34,1 % et les surfaces improductives 15,3 %.

### Transports
- Sur la ligne ferroviaire Montreux-Oberland Bernois (MOB)
- À Montbovon, liaison TPF avec Bulle
- Autoroute A9 (Brigue-Lausanne-Vallorbe)  17 (Aigle) via Col des Mosses
- Autoroute A12 (Vevey-Fribourg-Berne)  4 (Bulle) Bulle via Montbovon
- Autoroute A6 (Lyss-Berne-Thoune)  19 (Wimmis) via Zweisimmen
- Aérodrome de Saanen

## Toponymie
La colline dominant le village s'appelle « Rodomont ». Sur le Rodomont affleurent des couches rouges du lias, ce qui a donné « Rubeus mons » en 1104, puis « Rougemont » en français. Le nom est en quelque sorte « descendu » de la hauteur vers la petite agglomération en contrebas. Au Musée du vieux Pays d'Enhaut, à Château-d'Œx, on trouve une gravure tirée d'un livre imprimé en allemand sur laquelle est représentée l'église de Rougemont ; et « Rougemont » est rendu (traduit) par « Retschmund ».

## Histoire
À l'origine de Rougemont, on trouve la fondation d'un couvent clunisien par les premiers comte Wilerius (Wilair) et ses fils Guillaume, Reymond et Ulric vers l'an 1073 et 1085,.
En 1975, le chalet du magnat de la presse allemande Axel Springer est incendié ; l'écrivain Daniel de Roulet avoue en être l'incendiaire 30 ans plus tard, dans son livre « Un dimanche à la montagne ».

## Population

### Surnom
Les habitants de la commune sont surnommés les Rodzemounais,.

### Démographie

#### Évolution de la population
Rougemont compte 829 habitants au 31 décembre 2022 pour une densité de population de 17 hab/km2. Sur la période 2010-2019, sa population a diminué de −5,2 % (canton : 12,9 % ; Suisse : 9,4 %).  

#### Pyramide des âges
En 2020, le taux de personnes de moins de 30 ans s'élève à 25,6 %, au-dessous de la valeur cantonale (35 %). Le taux de personnes de plus de 60 ans est quant à lui de 34,6 %, alors qu'il est de 21,9 % au niveau cantonal.
La même année, la commune compte 420 hommes pour 444 femmes, soit un taux de 48,6 % d'hommes, inférieur à celui du canton (49,1 %).
| Hommes | Classe d’âge | Femmes |
| ------ | ------------ | ------ |
| 2,4    | 90 ans ou +  | 2,5    |
| 10,7   | 75 à 89 ans  | 12,8   |
| 20,2   | 60 à 74 ans  | 20,5   |
| 21,7   | 45 à 59 ans  | 20,9   |
| 19,0   | 30 à 44 ans  | 18,0   |
| 12,4   | 15 à 29 ans  | 11,5   |
| 13,6   | - de 14 ans  | 13,7   |

| Hommes | Classe d’âge | Femmes |
| ------ | ------------ | ------ |
| 0,5    | 90 ans ou +  | 1,4    |
| 6,1    | 75 à 89 ans  | 8,2    |
| 13,3   | 60 à 74 ans  | 14,3   |
| 21,5   | 45 à 59 ans  | 21,2   |
| 22,0   | 30 à 44 ans  | 21,4   |
| 19,6   | 15 à 29 ans  | 18,0   |
| 16,9   | - de 14 ans  | 15,5   |

## Culture et patrimoine

### Monuments
Rougemont est un village d'environ 900 habitants, situé dans le Pays-d'Enhaut, dont les constructions possèdent des caractéristiques comme la date de construction au sommet de la façade, un texte souvent biblique ainsi que les noms du propriétaire et du charpentier, gravés dans le bois ; deux escaliers symétriques mènent chacun à une habitation, car souvent plusieurs générations d'une même famille habitaient sous le même toit. 
Le village fait partie depuis 2017 de l'association Les plus beaux villages de Suisse.
L'église de Rougemont, de style roman, a été construite par les moines de Cluny au XIe siècle et transformée au XVIe siècle. Elle est inscrite comme bien culturel suisse d'importance nationale.

### Manifestations
- Festival de musique ancienne « La Folia », chaque année, week-end de Pentecôte
- Marché villageois, chaque année, début août
- « Festival au Pays des Enfants » (semaine du premier août), en collaboration avec les communes de Rossinière et Château-d'Œx.
- Fête traditionnelle de la saint-Antoine, le 17 janvier, dans et autour de l'hôtel de commune[13],[14]. Elle était le jour où les habitants payaient la dîme et elle marque symboliquement le retour du soleil sur le perron de l'hôtel de la commune (qui reste à l'ombre de la montagne qui lui fait face, le Rübli, les deux mois qui précèdent)[15].